# Rhododendron 'Marketta'
Rhododendron 'Marketta' — сорт вечнозелёных рододендронов гибридного происхождения.
Получен в результате программы разведения рододендронов Хельсинкского университета в сотрудничестве с арборетумом Мустила (1973 - 2000 годы). В программе использовались рододендроны растущие в дендрарии Хельсинки с 1930 года. К 1973 году из этих растений выжили наиболее зимостойкие. Изначально в селекционной программе использовали 53 опыляемых растений и 23 видов и 48 гибридов в качестве опылителей. Из первых полученных 22000 гибридных сеянцев были отобраны 14000. В результате суровых зим 1980-х годов из 14000 саженцев выжило 9000. Среди выживших было много растений совершенно не повреждавшихся во время зимы. Из них отобрали 80 сеянцев, которые были размножены посредством микроклонального размножения. Некоторые сорта впоследствии были зарегистрированы

## Биологическое описание
В возрасте 10 лет высота около 1,4 метров. Максимальная высота более 2 метров. Крона округлая.
Крона овальная.
Листья тёмно-зелёные, голые.
Бутоны пурпурно-красные.
Цветки относительно крупные, края пурпурно-розовые, центр светло-розовый. На внутренней части верхнего лепестка красные точками. В форме и окраске цветов явно просматриваются черты рододендрона Смирнова, от которого 'Marketta' вероятно унаследовала и хорошую зимостойкость. 
В Финляндии цветение в первой половине июня.

## В культуре
Выдерживает понижения температуры до -32 °С.
В Финляндии в арборетуме Мустила 'Marketta' цветет ежегодно при том, что высажена в довольно затенённом участке.